# Красноярское водохранилище
Красноярское водохранилище — водохранилище на Енисее, образованное при строительстве Красноярской ГЭС. Один из крупнейших по объёму искусственных водоёмов в мире, в России занимает по этому показателю второе место (после Братского водохранилища). Предгорный водоём долинного типа. Объём водной массы — 73,3 км³. Площадь поверхности — 2000 км².

## География
Верхняя точка водохранилища находится в районе города Абакан, при впадении в Енисей реки Абакан. Нижняя точка — плотина Красноярской ГЭС, выше города Красноярска. Расстояние от верхней точки до Красноярской ГЭС по прямой — около 250 километров, однако общая длина водохранилища значительно больше — 388 километров. Ширина в самых широких местах достигает 15 километров. Высота уреза воды — 243 метра над уровнем моря.

## Гидрография
В водохранилище впадают несколько достаточно крупных рек, в том числе: по правому берегу — Туба, Сисим, Сыда, по левому — Бирюса. В местах впадения рек, ранее впадавших непосредственно в Енисей, при создании водохранилища образовались заливы. Наиболее значительные из них — Тубинский, Сыда, Карасуг, Сисим, Дербинский, Бирюсинский. В прибрежных скалах водохранилища зияют выходы многочисленных уникальных пещер — в том числе Бирюсинских, с их протяжёнными (до 6 км) ходами, залами и великолепными гротами.

## Населённые пункты
Крупнейшими населёнными пунктами, расположенными на берегу водохранилища, являются районные центры Усть-Абакан, Краснотуранск (расположен на берегу залива Сыда), Новосёлово. Мосты через водохранилище отсутствуют, ближайшие мосты через Енисей расположены в нескольких километрах выше и ниже водохранилища. Однако через водохранилище организовано паромное сообщение, в частности из села Новосёлово. До начала 1990-х годов по водохранилищу осуществлялось пассажирское сообщение речными теплоходами на подводных крыльях.

## Археология
Заполнение Красноярского водохранилища происходило в 1967—1970 годах. При создании водохранилища было затоплено место, где когда-то находилось одно из первых русских поселений на территории Сибири, населённой хакасскими племенами — Абаканский острог (в районе современного Краснотуранска). Исчезло также огромное количество приенисейских петроглифов («писаниц»). Часть писаниц была спасена или скопирована самоотверженными усилиями маститого железногорского краеведа Е. С. Аннинского.
Местонахождения Дербинского археологического района, обнаруженного на берегах Дербинского залива, образовавшегося в нижнем течении реки Дербина, относятся к следующим стадиям позднего палеолита: к малохетскому потеплению внутри каргинского межледниковья (стоянка Малтат-II, 43 000 — 33 000 л. н.), к конощельскому похолоданию каргинского времени (29—30 тыс. л. н.) и финально-сартанскому времени (Конжул, Ближний лог, 12—13 тыс. л. н.). Листовидных бифасы найдены в комплексах ранних этапов верхнего палеолита, на стоянках Дербинского залива Дербина-V, Усть-Малтат-II, Усть-Малтат-I, Покровка-I и Дербина-IV. Наиболее ранние комплексы стоянок Усть-Малтат-II, Дербина-V (нижний горизонт), Покровка-I датируются периодом 32 — 27 тыс. лет назад.
В местонахождении Покровка II (Малый Лог II) была обнаружена лобная кость человека разумного возрастом 27 740±150 лет (межледниковье Greenland Interstadial 5). На левом берегу Красноярского водохранилища, на стрелке при впадении реки Ижуль в Енисей, в восточной части Куртакского археологического района находятся среднеплейстоценовые стоянки Усть-Ижуль 1 и Усть-Ижуль 2. На стоянке Усть-Ижуль 2 получена радиоуглеродная дата 30 010±1470 лет.
На разрушающейся около Красноярского водохранилища верхнепалеолитической стоянке Сабаниха-3 обнаружили свыше 3000 артефактов, в том числе — две каменные подвески, подобные тем, что были найдены на стоянке раннего верхнего палеолита Малая Сыя в Хакасии, и костёр в положении in situ.Также было затоплено село Большая Тесь в которой когда-то родился генеральный секретарь ЦК КПСС К.У Черненко

## Гидрологические и гидрохимические характеристики
Движение водных масс Красноярского водохранилища обусловлено преимущественно стоком через ГЭС, ветровым режимом, сезонными циркуляциями вод. Скорость течения воды снижается по оси от зоны подпора (0,14 м/с) до плотины (0,02 −0,05 м/с). Максимальная амплитуда колебания уровня воды за многолетний период составляет около 21 метр, что на 3 метра превышает проектную. Наполнение водохранилища начинается весной, заканчивается в первой декаде августа. Средняя скорость подъёма уровня воды за сезон варьирует от 10 до 23 см/сут. Приток воды на 95 % формируется за счет рек: Енисея, Тубы и Сыды. Боковая приточность составляет около 6 % основного притока. Начало ледостава в верхнем районе водохранилища приходится на первую декаду ноября, в нижнем- первую декаду декабря. Вскрытие и освобождение ото льда происходит в первой и третьей декадах мая соответственно.
Наблюдается сезонный характер солевого состава вод Красноярского водохранилища. Наибольшая минерализация вод приходится на зимний и начало весеннего периоды- 140—160 мг/л. В ионном составе преобладают анионы HCO3 (от 52, 2 ±2,9 мг/л до 70,5±1,7 мг/л. Субдоминантной по степени концентрации выступают катионы кальция Ca2+ (17,30±0,50). Вода Красноярского водохранилища мягкая, соответствует гидрокарбонатному типу кальциевой группы. Жесткость воды подвержена сезонным колебаниям (от 5,5 зимой до 1,1 мг экв/дм³ летом). Средняя величина мутности в 2003—2005 гг. равна 15,67 ±1,77 NTU. В среднем по водохранилищу окислительно-восстановительный потенциал равен 103,72±17,60 mv (на 2003—2005 гг.). Средневегетационное содержание кислорода с 1980 года по 2005 год колебалось от 7,26 до 14,7 мг/л. В верхнем районе содержание кислорода в среднем равно 8,82±0,31 мг/л, в среднем районе 9,37±0,32 мг/л и нижнем районе 9,25±0,40 мг/л.

## Ихтиофауна Красноярского водохранилища
В настоящее время в составе ихтиофауны водохранилища, включая подпоры рек, насчитывается 26 видов рыб и один представитель бесчелюстных — минога сибирская. Доминирующее положение заняли рыбы семейства окуневых — окунь речной, и семейства карповых — лещ и плотва сибирская. Таймень, ленок, хариус сибирский- обитают преимущественно в правобережных притоках водохранилища. Пелядь распространена по всему водохранилищу (в летний период находится на глубине 20—40 м). Численность щуки, необходимого звена хищных рыб- низкая, что приводит к резкому увеличению численности карповых — леща и плотвы. Численность карпа относительно стабильна, но промысловой численности этот вид не достиг.

## Влияние на климат
В годы после его создания 9 метеостанций целенаправленно изучали эффект от его создания на климат региона. Главным выводом стало то, что создание водохранилища существенно смягчило континентальность климата в пределах 3-километровой зоны от уреза воды, что особенно заметно зимой. Общий ход температур приобрёл более плавный характер. В летние месяцы здесь стал более выражен процесс внутрисуточного равновесия, при котором ночная отдача тепла компенсируется дневным охлаждением.
Создание водохранилища привело к тому, что Енисей перестал замерзать зимой на расстояние до 300 километров ниже плотины (намного больше, чем было рассчитано разработчиками проекта), как следствие в Красноярске река зимой не замерзает и активно пари́т (до постройки ГЭС Енисей в Красноярске замерзал).

## Галерея

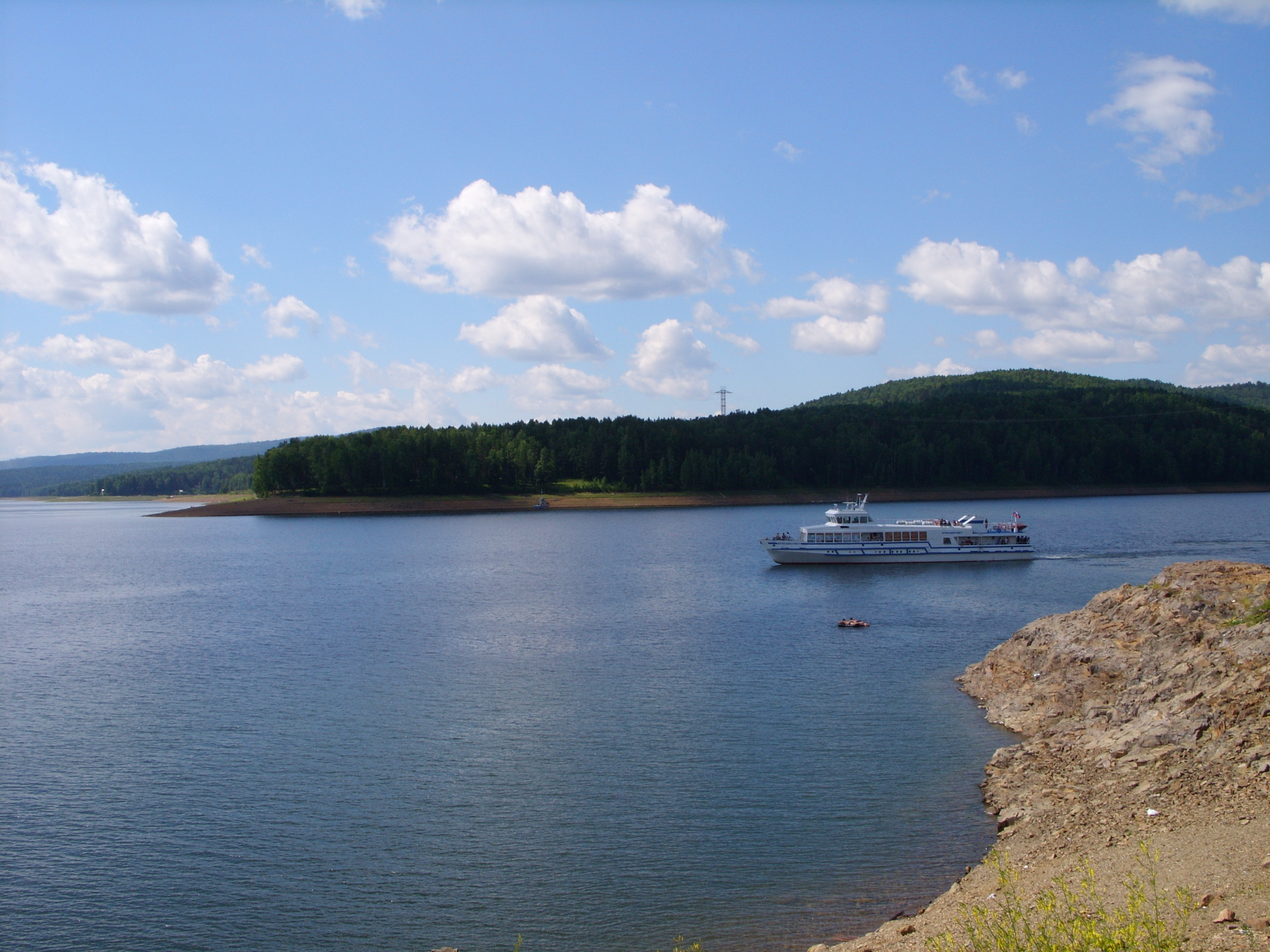
Возле б/о «Шумиха»
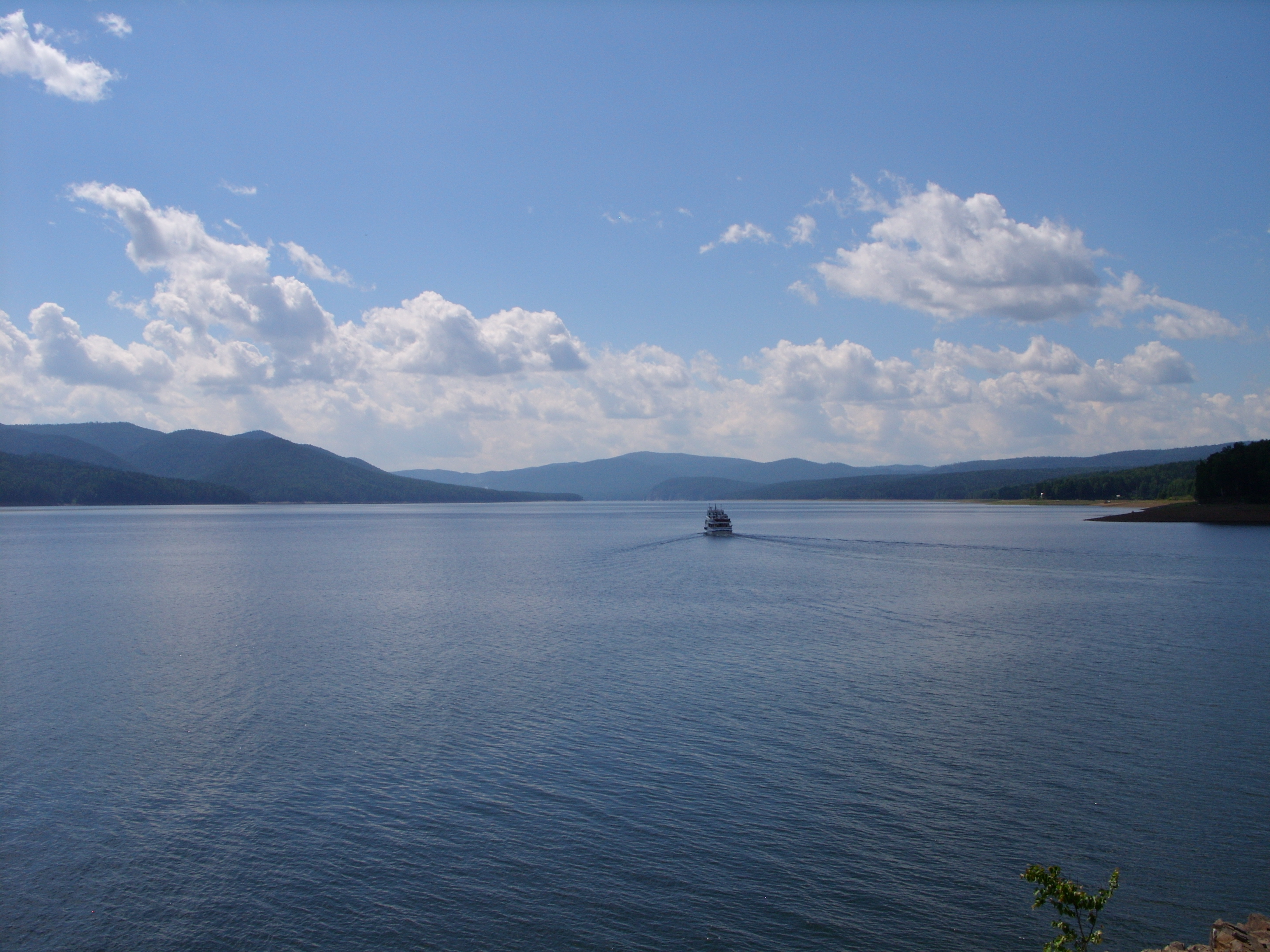
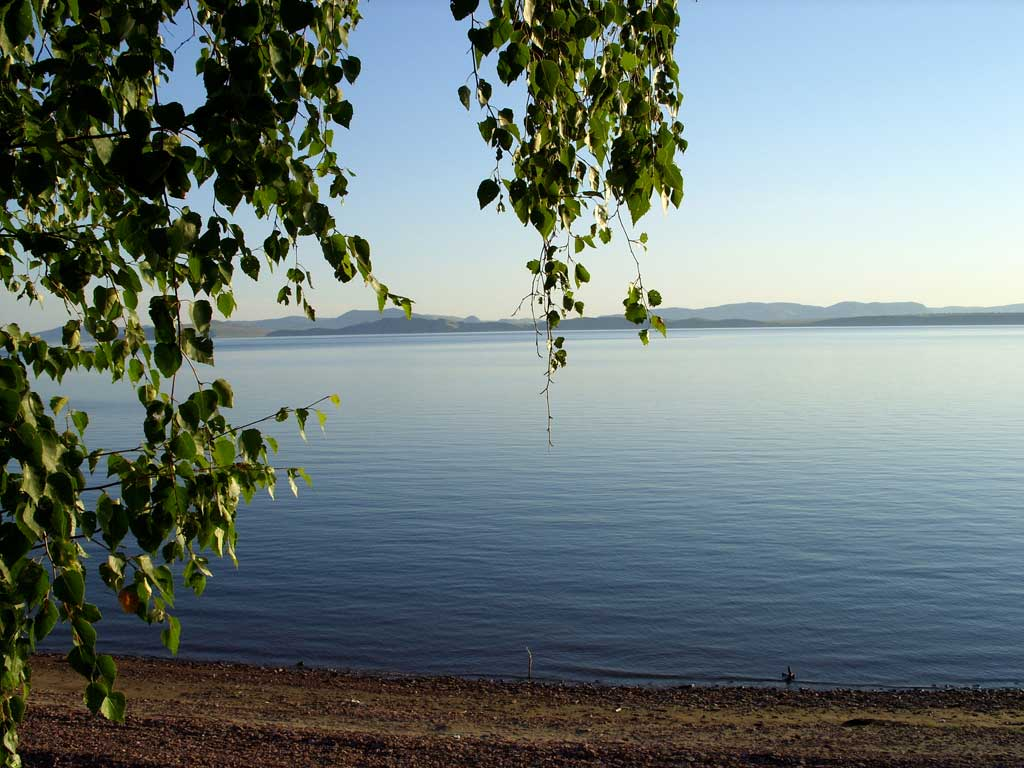
Новосёловский район
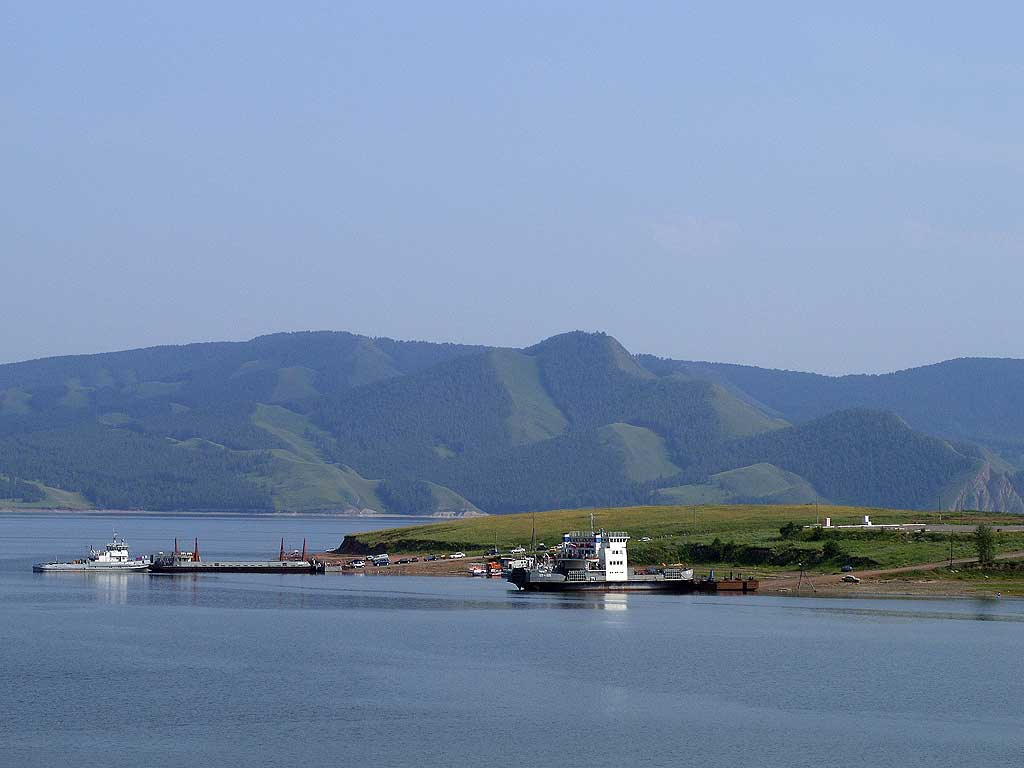
Паром в Новосёлово
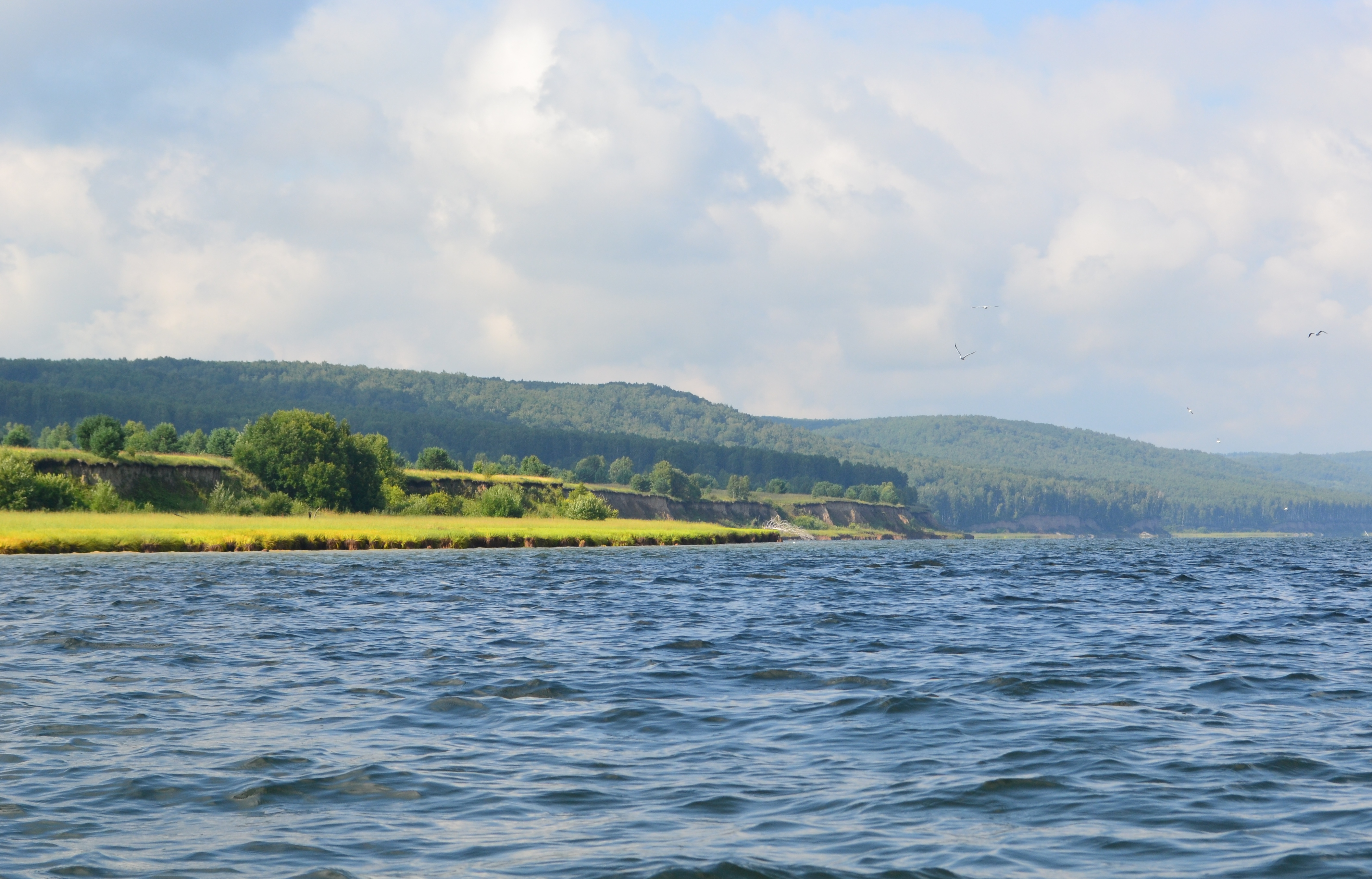
Новосёловский район
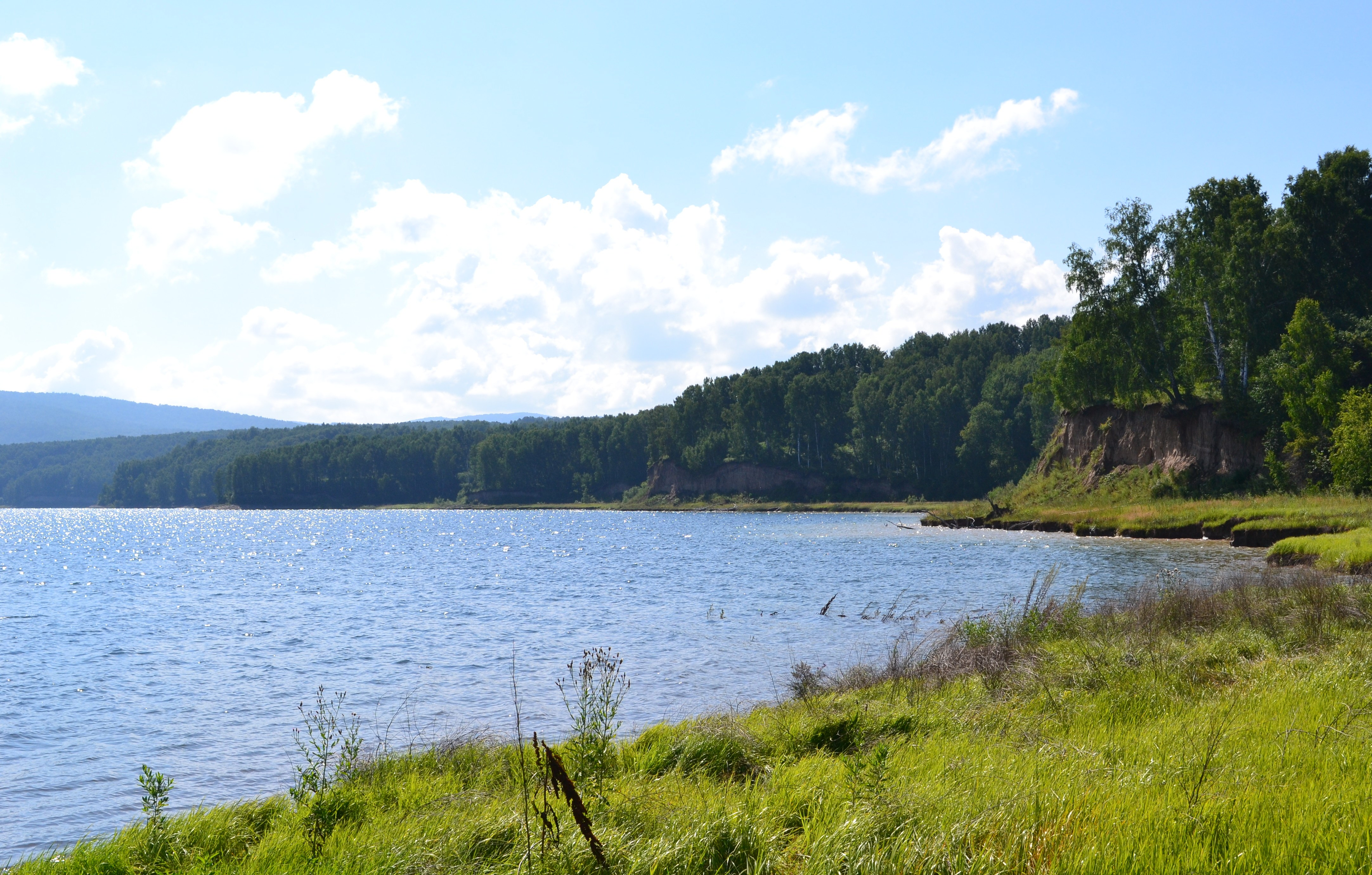
Новосёловский район
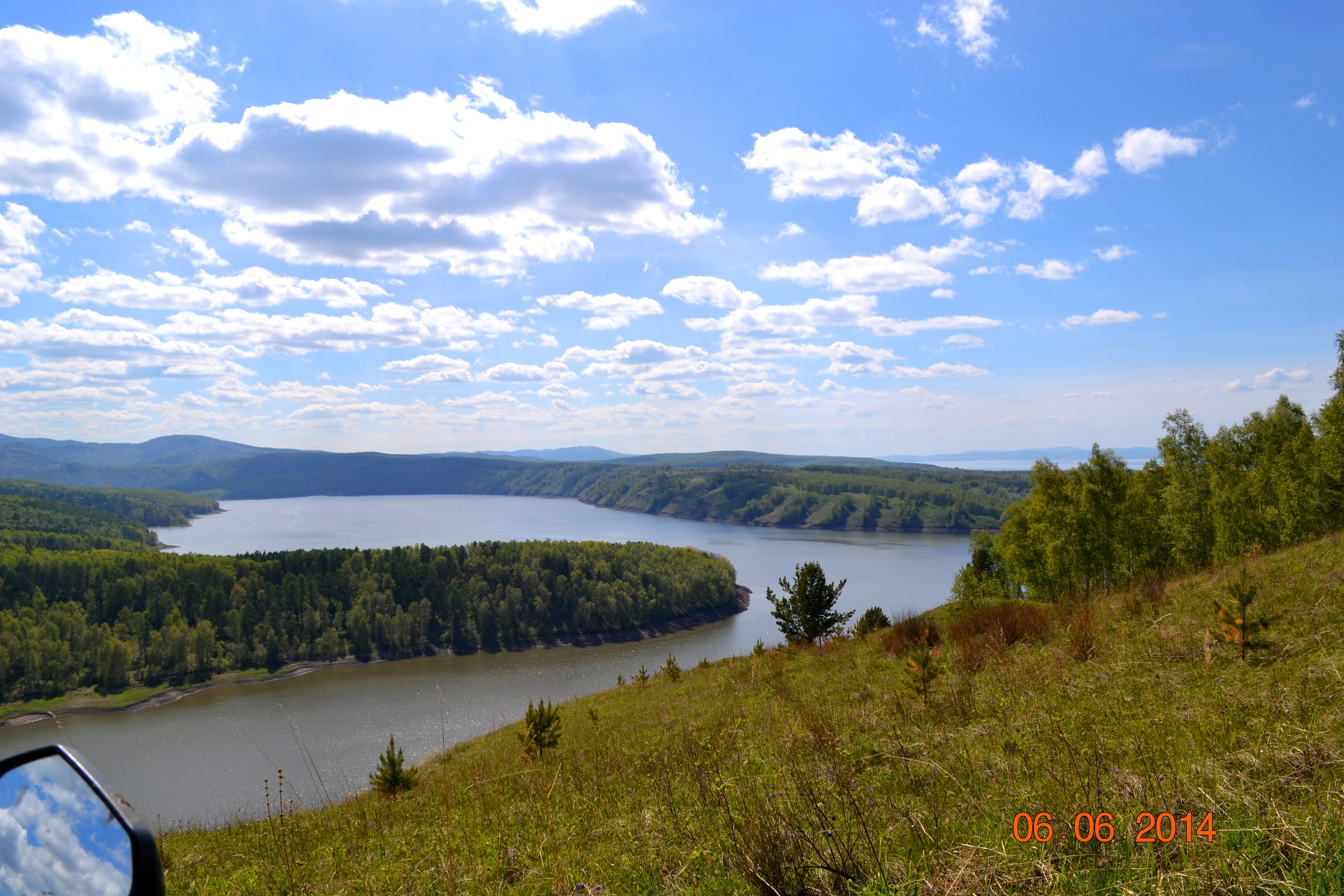
Устье реки Сисим
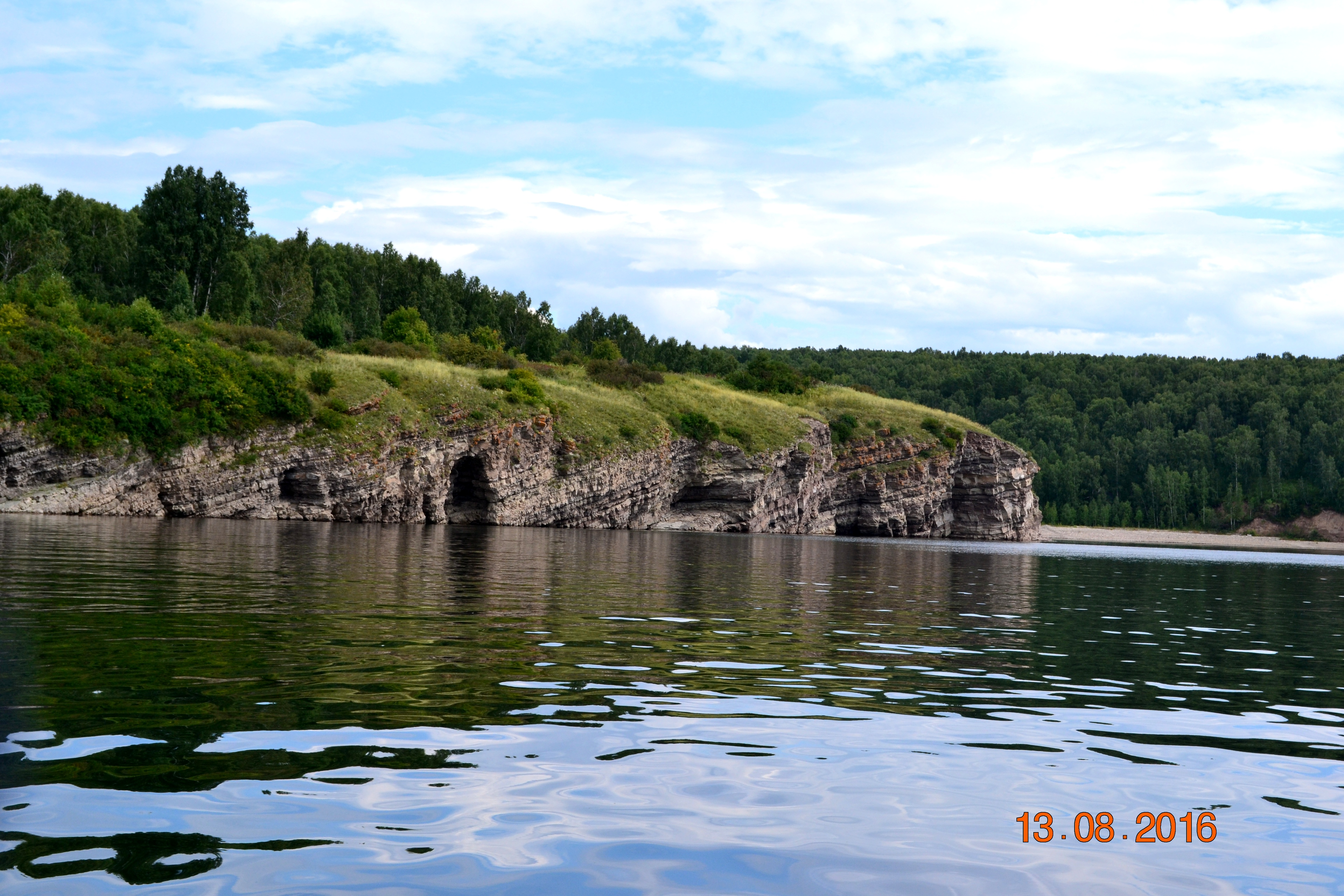